# نیلوفر شفیعی
نیلوفر شفیعی لنگری (زادهٔ ساری) یک شمشیرزن اهل ایران است. او قهرمان کشور و عضو تیم ملی ایران نیز می‌باشد.